# Charnay, Rhône
Charnay este o comună în departamentul Rhône din sud-estul Franței. În 2009 avea o populație de 1.078 de locuitori.

## Evoluția populației
| An        | 1975 | 1982 | 1990 | 1999 | 2006  | 2009  |
| --------- | ---- | ---- | ---- | ---- | ----- | ----- |
| Populație | 551  | 609  | 775  | 964  | 1.057 | 1.078 |